# Сульфатоцирконат амонію
Сульфатоциркона́т амо́нію — біла або жовтувата кристалічна маса. Хімічна формула — (NH4)4 [Zr4(OH)6(SO4)7]•4H2O. Молярна маса — 132,141 г/моль. Густина — 1,77 г/см³. Тплавлення — 280 °C (розкл.). Сульфатоцирконат амонію використовується у шкіряній промисловості для дублення шкіри.
В Україні технологія виробництва сульфатоцирконату амонію пройшла промислове випробовування на Донецькому ХМЗ у 1970-х роках.